# Peña Barrosa
Peña Barrosa (auch: Peña Barrasa oder Quetena Chico) ist eine Ortschaft im Departamento Potosí im Hochland des südamerikanischen Andenstaates Bolivien.

## Lage im Nahraum
Peña Barrosa ist die größte Ortschaft des Kanton Quetena Grande im Municipio San Pablo de Lípez in der Provinz Sur Lípez. Die Ortschaft liegt auf einer Höhe von 4150 m am linken westlichen Ufer des Río Quetena, der hier in nördlicher Richtung fließt und sich etwa sechzig Kilometer flussabwärts mit dem Río Grande de Lípez vereinigt und weiter zum Salar de Uyuni fließt.

## Geographie
Peña Barrosa liegt im südlichen Teil der bolivianischen Hochebene in der Cordillera de Lípez. Die Region weist ein ausgeprägtes Tageszeitenklima auf, bei dem die mittleren Temperaturen im Tagesverlauf stärkere Schwankungen aufweisen als im Jahresverlauf.
Die Jahresdurchschnittstemperatur der Region liegt bei etwa 6 °C (siehe Klimadiagramm Quetena Grande), die Monatsdurchschnittstemperaturen schwanken nur unwesentlich zwischen gut 1 °C im Juni/Juli und knapp 9 °C im Dezember/Januar. Der Jahresniederschlag ist mit 127 mm sehr niedrig, er liegt von April bis Oktober bei weniger als 5 mm Monatsdurchschnitt, nur in den Südsommermonaten Januar und Februar fallen nennenswerte Niederschläge.

## Verkehrsnetz
Peña Barrosa liegt in einer Entfernung von 584 Straßenkilometern südwestlich von Potosí, der Hauptstadt des gleichnamigen Departamentos.
Von Potosí aus führt die Nationalstraße Ruta 5 in südwestlicher Richtung 208 Kilometer bis Uyuni, von dort die Ruta 21 über weitere 96 Kilometer bis Atocha. Von Atocha aus führt eine Landstraße in südöstlicher Richtung entlang der alten Bahnlinie 23 Kilometer bis Escoriani und verlässt die Bahnlinie dann in südwestlicher Richtung. Sie erreicht nach dreizehn Kilometern Tatasi und nach weiteren 29 Kilometern San Vicente.
Von dort aus führt eine unbefestigte, aber recht gut ausgebaute Landstraße in südwestlicher Richtung, die auf ihrem Weg eine Passhöhe von etwa 4750 m Höhe überwindet und nach 88 Kilometern in südwestlicher Richtung San Pablo de Lípez erreicht und nach weiteren fünfzig Kilometern San Antonio de Lípez. Von dort sind es noch einmal 63 Kilometer mit Passhöhen von 4900 m bis zur Einfahrt in den Nationalpark Eduardo Abaroa und vierzehn Kilometer bis nach Peña Barrosa.

## Bevölkerung
Die Einwohnerzahl der Ortschaft ist in den vergangenen beiden Jahrzehnten auf etwa das Dreifache angestiegen:
| Jahr | Einwohner | Quelle       |
| ---- | --------- | ------------ |
| 1992 | 231       | Volkszählung |
| 2001 | 373       | Volkszählung |
| 2012 | 686       | Volkszählung |
| 2024 |           | Volkszählung |

Die Region weist einen hohen Anteil an Quechua-Bevölkerung auf, im Municipio San Pablo sprechen 80,9 Prozent der Bevölkerung Quechua.